# Şıxzahırlı
Şıxzahırlı (ryska: Шихзаирлы, azerbajdzjanska: Şıxzayırlı) är en ort i Azerbajdzjan.   Den ligger i distriktet Qobustan Rayonu, i den östra delen av landet, 70 km väster om huvudstaden Baku. Şıxzahırlı ligger 680 meter över havet och antalet invånare är 1 589.
Terrängen runt Şıxzahırlı är lite kuperad. Runt Şıxzahırlı är det ganska glesbefolkat, med 31 invånare per kvadratkilometer.. Närmaste större samhälle är Qobustan, 10,3 km nordväst om Şıxzahırlı. 
Omgivningarna runt Şıxzahırlı är i huvudsak ett öppet busklandskap.